# Dulce et decorum est pro patria mori

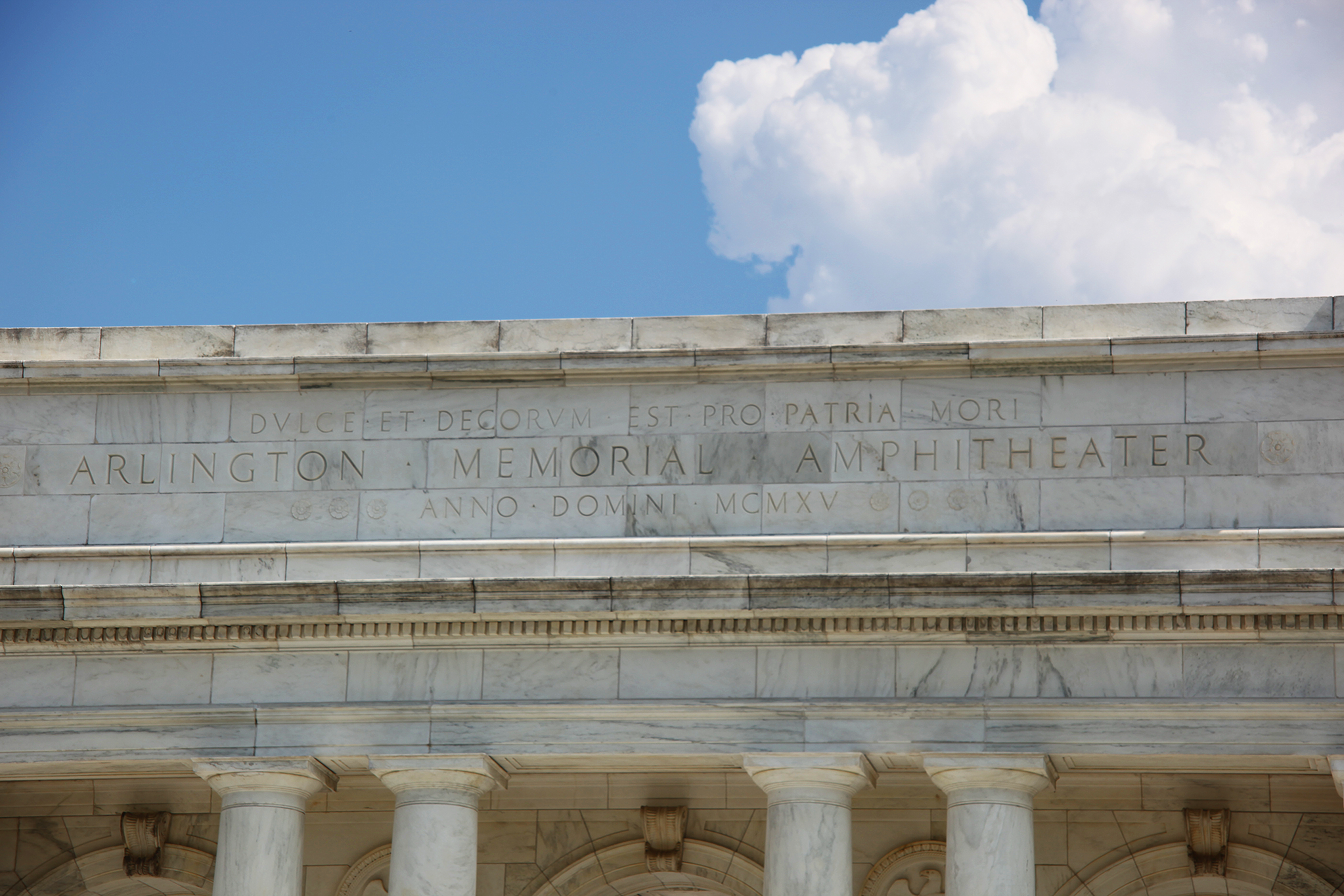
La locuzione su un architrave del Cimitero nazionale di Arlington, Stati Uniti.

Dulce et decorum est pro patria mori è una locuzione latina; tradotta letteralmente, significa: è dolce e dignitoso morire per la patria (Orazio, Odi, III, 2, 13).
Con questo celebre verso, il poeta latino Orazio (che riprende le parole dal poeta greco Tirteo) stimola la gioventù dei Romani ad imitare le virtù e l'eroismo guerriero dei loro antenati.
La locuzione è stata utilizzata, seppur con significato opposto, anche dal poeta inglese Wilfred Owen, morto durante la prima guerra mondiale, per la sua poesia omonima: Dulce Et Decorum Est.
Questa frase d'autore è riportata sul monumento all'ingresso del Campo della Memoria di Nettuno, dedicato ai caduti della Repubblica sociale italiana (tra cui militi della Xª Flottiglia MAS). 
È il motto della 505ª Squadriglia del 71º Gruppo di Volo dell'Aeronautica Militare.
Essa appare anche sulla targa marmorea del «maggiore Martin», protagonista dell'operazione Mincemeat e sepolto in Spagna, nel cimitero di Huelva.
La stessa frase compare inoltre alla fine del video di "Empire" (2006), del gruppo inglese dei Kasabian e al termine del film E Johnny prese il fucile (Johnny Got His Gun), scritto e diretto da Dalton Trumbo, anche autore del romanzo omonimo.
Il verso è riportato su ciascuno dei medaglioni in bronzo al centro delle croci del Cimitero degli Eroi di Aquileia, dedicato ai caduti della prima guerra mondiale, località dalla quale, nell'ottobre 1921, il convoglio del Milite Ignoto partì in direzione dell'Altare della Patria di Roma.
Si può notare inoltre la medesima frase, sulla facciata principale del castello di Bran, in Romania, detto anche castello di Dracula.